# Paralacydes flavigena
Paralacydes flavigena là một loài bướm đêm thuộc phân họ Arctiinae, họ Erebidae.